# 小叶梵天花
小叶梵天花（学名：Urena procumbens var. microphylla）为锦葵科梵天花属下的一个变种。

## 扩展阅读
- 維基物種上的相關：小叶梵天花